# Mia moglie è una pazza assassina?
Mia moglie è una pazza assassina? (So I Married an Axe Murderer) è un film diretto dal regista Thomas Schlamme. È una commedia thriller, con protagonista Mike Myers.

## Trama
Charlie Mackenzie sposa una fantastica donna la quale, però, ha un passato oscuro.